# 南开大学陈省身数学研究所

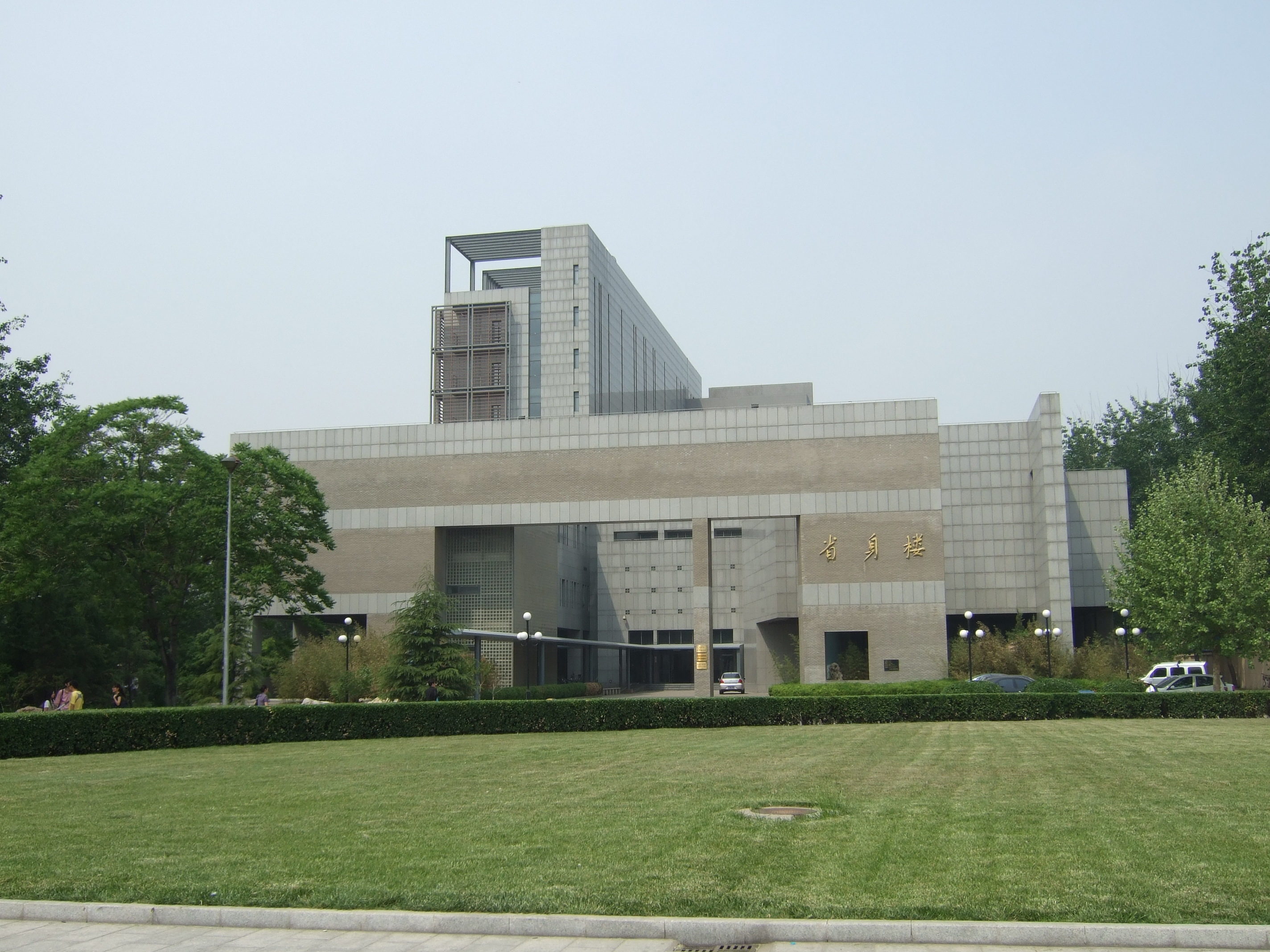
陈省身数学研究所的所在地省身楼

南开大学陈省身数学研究所，前身是南开大学数学研究所，位于南开大学八里台校区省身楼。

## 历史
1979年，数学家陈省身向好友吴大任和学生吴文俊表达了在天津新建数学研究所的想法，二人均表示认可，然而此前尚无外籍人员担任中国研究机构主管领导的先例，直至1983年邓小平发表“利用外国智力与扩大对外开放”谈话后，中央引进人才领导小组才于1983年9月14日批复同意教育部聘请陈省身来华任南开数学所所长的意见，随后时任南开大学副校长胡国定借国家统计局培养统计人才之机争取到一笔基建投资，建设数学所专用楼。
1985年，南开数学研究所挂牌成立，陈省身担任首任所长至1992年，胡国定任副所长，是陈省身继中央研究院数学研究所、美国国家数学科学研究所之后亲自创办的第三个数学研究机构。陈省身同时建立了数学图书馆，原址位于逸夫馆，2005年迁入省身楼。1986年，诺贝尔奖获得者杨振宁教授在所内建立了理论物理研究室。
2005年12月3日，为纪念陈省身逝世一周年，南开数学研究所正式更名为陈省身数学研究所，并由江泽民题写所名。
2019年10月16日，陈省身数学研究所在省身楼A区六层西侧设立了所史馆。